# Mixophyes coggeri
Mixophyes coggeri är en groddjursart som beskrevs av Mahony, Donnellan, Richards och McDonald 2006. Mixophyes coggeri ingår i släktet Mixophyes och familjen Myobatrachidae. IUCN kategoriserar arten globalt som livskraftig. Inga underarter finns listade i Catalogue of Life.